# Súper Rugby 2003
El Super 12 2003 fue la octava edición del torneo hoy llamado Super Rugby, que es disputado por equipos de Australia, Nueva Zelanda y Sudáfrica.

## Clasificación
- 4 puntos por ganar.
- 2 puntos por empatar.
- 1 punto bonus por perder por siete puntos o menos.
- 1 punto bonus por anotar cuatro o más tries en un partido.

| Pos. | Equipo      | PJ | Gan | Emp | Per | PaF | PeC | Dif  | BP | Pts |
| ---- | ----------- | -- | --- | --- | --- | --- | --- | ---- | -- | --- |
| 1    | Blues       | 11 | 10  | 0   | 1   | 393 | 185 | +208 | 9  | 49  |
| 2    | Crusaders   | 11 | 8   | 0   | 3   | 360 | 263 | +97  | 8  | 40  |
| 3    | Hurricanes  | 11 | 7   | 0   | 4   | 324 | 277 | +47  | 7  | 35  |
| 4    | Brumbies    | 11 | 6   | 0   | 5   | 358 | 313 | +45  | 7  | 31  |
| 5    | Waratahs    | 11 | 6   | 0   | 5   | 313 | 344 | -31  | 7  | 31  |
| 6    | Bulls       | 11 | 6   | 0   | 5   | 320 | 354 | -34  | 5  | 30  |
| 7    | Highlanders | 11 | 6   | 0   | 5   | 287 | 246 | +41  | 5  | 29  |
| 8    | Reds        | 11 | 5   | 0   | 6   | 281 | 318 | -37  | 6  | 26  |
| 9    | Stormers    | 11 | 5   | 0   | 6   | 255 | 353 | -98  | 3  | 23  |
| 10   | Chiefs      | 11 | 2   | 0   | 9   | 257 | 274 | -17  | 9  | 17  |
| 11   | Sharks      | 11 | 3   | 0   | 8   | 239 | 306 | -67  | 5  | 17  |
| 12   | Cats        | 11 | 2   | 0   | 9   | 259 | 398 | -139 | 4  | 12  |

## Fase final

### Semifinales
| 16 de mayo de 2003 | Crusaders | 39 – 16 | Hurricanes | Lancaster Park, Christchurch, |  |

| 17 de mayo de 2003 | Blues | 42 – 21 | Brumbies | Eden Park, Auckland, |  |

### Final
| 24 de mayo de 2003 | Blues | 21 – 17 | Crusaders | Eden Park, Auckland, |  |

| Bandera de Nueva Zelanda |
| Campeón Blues            |
| Tercer título            |